# هيرو إبراهيم أحمد
هيرو إبراهيم أحمد سياسية عراقية كُردية وهي ابنة الكاتب العراقي الكُردي إبراهيم أحمد وزوجة رئيس الجمهورية العراقي السابق جلال طالباني ولدت في سنة 1948 في مدينة السليمانية وهي خريجة جامعة المستنصرية قسم علم النفس، تزوجت من «جلال طالباني» في سنة 1973 ولها ابنان منه، هما بافل طالباني وقباد طالباني الذي يشغل منصب نائب رئيس مجلس الوزراء في إقليم كردستان في شمال العراق.